# Centrophasma hadrillum
Centrophasma hadrillum är en insektsart som först beskrevs av John Obadiah Westwood 1859.  Centrophasma hadrillum ingår i släktet Centrophasma och familjen Diapheromeridae. Inga underarter finns listade i Catalogue of Life.